# Кук, Хилель
Хилель Кук (ивр. הלל קוק‎, псевдоним Петер Бергсон, 24 июля 1915, Литва — 18 августа 2001, Кфар-Шмарьягу, Тель-Авивский округ) — еврейский и израильский политический деятель, деятель ревизионистского сионизма, значимая фигура Иргуна. Депутат Кнессета первого созыва.

## Биография
Родился в религиозной еврейской семье в городке Криукай на территории Российской Империи (ныне Литвы), брат его отца Авраам Ицхак Хакоэн Кук был главным ашкеназским раввином Палестины. Учился в ешиве Мерказ ха-Рав в Иерусалиме. В 1925 году его отец с семьей перебрался в Палестину и стал главным раввином Афулы.
В 1930 году, уже во времена Подмандатной Палестины, вступил в Хагану, а в 1931 году стал сооснователем Иргуна. Сражался на стороне этой организации и выезжал по её делам в Польшу и США.
В 1938 и 1939 годах Бергсон как представитель Иргуна в Польше занимался нелегальной переправкой польских евреев в Палестину. В 1940 году он сопровождал Зеева Жаботинского в США. После смерти Жаботинского в августе 1940 года остался в США, чтобы продолжить свою деятельность.
Во время Второй мировой войны предпринимал усилия по спасению европейского еврейства и лоббировал поддержку восстания Иргуна против британцев разными кругами в Америке. Занимался доставкой в Палестину иммигрантов, после дела Альталены был арестован в Тель-Авиве.
Был депутатом первого Кнессета. После ухода из политики продолжал давать интервью, в которых делился мнением о судьбах сионизма, израильской политике и еврействе.